# Ábrahám Attila (kajakozó)
Ábrahám Attila (Kapuvár, 1967. április 29. –) olimpiai bajnok kajakozó, sportvezető.

## Életpályája
1977-től a Rába ETO, 1985-től a Budapesti Honvéd és 1995-től 1996-ig az MTV SE kajakozója. 1985 és 1996 között a magyar válogatott tagja. Legnagyobb sikerét az 1988-as szöuli olimpián érte el, ahol az Ábrahám Attila, Csipes Ferenc, Gyulay Zsolt, Hódosi Sándor összeállítású kajak négyes tagjaként, 1000 méteren bajnoki címet szerzett. Sportpályafutása során ezen kívül még két olimpiai érmet és öt világbajnoki címet szerzett. 1991-ben a Csipes, Fidel,
Gyulay, Ábrahám összeállítású kajaknégyes az év csapata címet kapta meg az újságíróktól.
1991-ben a szegedi Juhász Gyula Tanárképző Főiskolán tanári, 1999-ben a szegedi József Attila Tudományegyetemen jogász oklevelet szerzett. 1997-től 2004-ig a Sportolók a Drog Ellen Egyesület elnöke, 2003-tól 2004-ig a Fitness és Wellnesss Klubok Országos Szövetsége Egyesület elnöke, 2001-től 2004-ig a Magyar Életmódkultúra Fejlesztéséért Alapítvány elnöke. 1998-ban a tagja lett a Kajak-kenu szövetség elnökségének, melyben a nemzetközi ügyekért lett felelős, később az igazolási és
átigazolási bizottság tagja volt. Visszavonulása után televíziós riporterként is tevékenykedett.
2004. október 7-től a Nemzeti Sporthivatal elnöke volt 2006 júliusáig, a poszt megszűnéséig a sportügyekért felelős címzetes államtitkárként.
2012 februárjában a Magyar Kajak-Kenu Szövetség főtitkára lett. Ezt a posztját 2014 augusztusáig töltötte be.
2014. szeptember 1-től, a Fitness Akadémia jogi, gazdasági vezetője, társtulajdonos.

### Családja
Felesége pedagógus, a Fitness Akadémia igazgatója, társtulajdonos.
Három gyermeke van. Legidősebb fia, Máté (1995) 2012 decemberében a középiskolai tiltakozó megmozdulások egyik vezetője lett.

## Sporteredményei
- olimpiai bajnok (kajak négyes, 1000 méter: 1988)
- olimpiai 2. helyezett (kajak négyes 1000 méter: 1992)
- olimpiai 3. helyezett (kajak kettes 500 méter: 1988)
- ötszörös világbajnok (kajak kettes 10 000 méter: 1989, 1993; kajak négyes 1000 méter: 1989, 1990, 1991)
- háromszoros világbajnoki 2. helyezett (kajak négyes 500 méter: 1991 ; kajak négyes 1000 méter: 1993, 1995)
- világbajnoki 3. helyezett (kajak négyes 500 méter: 1990)
- Universiade győztes (kajak négyes 1000 méter: 1987)
- tizenhétszeres magyar bajnok (kajak kettes 10 000 méter: 1986, 1988, 1990, 1993; kajak kettes 1000 méter: 1988; kajak kettes 500 méter: 1986, 1988; kajak négyes 1000 méter: 1986, 1987, 1988, 1991, 1993, 1995; kajak négyes 500 méter: 1990, 1993, 1995; kajak négyes 200 méter: 1993)